# سیارک ۲۷۹۵۹
سیارک ۲۷۹۵۹ (به انگلیسی: 27959 Fagioli، نامگذاری:1997SE1) بیست و هفت هزار و نهصد و پنجاه و نهمین سیارک کشف شده‌است که در ۱۹ سپتامبر ۱۹۹۷ کشف شد.